# Robin Groves
Robin Groves (* 13. Mai 1945 in Vermont) ist eine US-amerikanische Film-, Fernseh- und Theaterschauspielerin.

## Leben
Groves trat in den 1980er Jahren in mehreren Theaterstücken im Actors Theatre of Louisville auf. Sie spielte dort in Jane Martins Cul De Sac (1982), die Dafne in William Mastrosimones A Tantalizing (1982, 1983), die Norma in Jeffrey Sweets The Value of Names (1982, 1983), die Doe in Kathleen Tolans A Weekend Near Madison (1983), diese Rolle verkörperte sie auch bei der Inszenierung im Astor Place Theatre, die Annie in Tom Stoppards The Real Thing (1988), die Jennifer in Judith Feins Channels (1988) und die Elizabeth in Alan Ayckbourns Taking Steps. Im American Place Theatre war sie 1983 in Carol K. Macks Territorial Rites zu sehen. 1990 spielte sie im Circle in the Square Theatre die Lois in Elizabeth Pages Spare Parts.
Als Filmschauspielerin spielte sie unter anderem die Lauren Cochran in Armand Westons Horrorfilm The Nesting – Haus des Grauens (1981), die Nan Coslaw in Daniel Attias’ Horrorfilm Werwolf von Tarker Mills (1985) und die Mrs. Reynolds in Jeffrey Porters Thrillerdrama Vergewaltigt – Jung und schuldig (1993). Zudem war sie in einzelnen Folgen der Fernsehserien Jung und Leidenschaftlich – Wie das Leben so spielt (1978), Spenser (1986), New York Cops – NYPD Blue (1995), Star Trek: Raumschiff Voyager (1995) und Law & Order (1998) zu sehen. Seit 1998 trat sie nicht mehr als Schauspielerin in Erscheinung.

## Filmografie
- 1978: Jung und Leidenschaftlich – Wie das Leben so spielt (As the World Turns, Fernsehserie, eine Folge)
- 1981: The Nesting – Haus des Grauens (The Nesting)
- 1985: Key Exchange
- 1985: Werwolf von Tarker Mills (Silver Bullet)
- 1986: Spenser (Spenser: For Hire, Fernsehserie, eine Folge)
- 1993: Sliver
- 1993: Vergewaltigt – Jung und schuldig (The Liars’ Club)
- 1995: New York Cops – NYPD Blue (NYPD Blue, Fernsehserie, eine Folge)
- 1995: Star Trek: Raumschiff Voyager (Star Trek: Voyager, Fernsehserie, eine Folge)
- 1995: Tod nach Schulschluß – Eine Lehrerin unter Anklage (Trial by Fire, Fernsehfilm)
- 1998: Law & Order (Fernsehserie, eine Folge)